# Musculus extensor carpi radialis longus
Der Musculus extensor carpi radialis longus (lat. für „langer speichenseitiger Handstrecker“ oder „langer radialer Handstrecker“) ist ein an der Speiche (Radius) gelegener Skelettmuskel des Unterarms. Er wird beim Menschen vom Musculus brachioradialis verdeckt. Er entspringt von der Linea supracondylaris lateralis des Oberarmknochens und vom Septum intermusculare brachii laterale. Die Ansatzsehne zieht, in einer gemeinsamen Sehnenscheide (Vagina tendinum musculi extensorum carpi radialium) mit der Ansatzsehne des Musculus extensor carpi radialis brevis, durch das zweite Sehnenscheidenfach des Retinaculum extensorum.
Bei den Haustieren ist er der kräftigste Unterarmmuskel und bildet die kraniolaterale Kontur des Unterarms. Da der Musculus extensor carpi radialis brevis nicht bei den Haustieren vorkommt, wird der Muskel einfach als Musculus extensor carpi radialis bezeichnet. Er setzt bei den Huftieren an der Tuberositas ossis metacarpalis III an, die Ansatzsehne ist dabei bei Pferden und Wiederkäuern von einem Schleimbeutel (Bursa subtendinea musculi extensoris carpi radialis) unterlagert. Bei Raubtieren ist der Muskel andeutungsweise zweigeteilt: Der mediale Abschnitt setzt am zweiten, der dem kurzen Karpalstrecker des Menschen entsprechende laterale Teil am dritten Mittelfußknochen an. Die Sehne bzw. die Sehnen laufen bei allen Haustieren ebenfalls in einer Sehnenscheide (Vagina tendinis musculi extensoris carpi radialis). In der Kleintierneurologie wird zur Diagnostik auch ein Eigenreflex, der Extensor-carpi-radialis-Reflex, genutzt.

## Funktion
Der Musculus extensor carpi radialis longus streckt die Hand im Handgelenk und trägt etwa zur Hälfte für ihre Abduktion (Abknicken der Hand in Richtung Daumen) bei. Beteiligt ist er weiterhin an der Beugung des Unterarms im Ellbogen.